# عبدالرحمن عقاد
عبدالرحمن عقاد متولد ۱۷ مهٔ ۱۹۹۸ در حلب، وبلاگ نویس سیاسی سوری و فعال حقوق بشر است. عقاد اکنون در برلین زندگی می‌کند.

## زندگی‌نامه
عقاد در سال ۱۹۹۸ در شهر حلب در شمال سوریه و از والدین مسلمان سوری‌تبار یهودی تبار متولد شد. خانواده وی از تبار یهودیان سفاردی هستند که مجبور شدند اسپانیا و پرتغال را در سال ۱۴۹۲ ترک کنند و به سوریه مهاجرت کرده و بعداً به اسلام گرویدند. اکاد سه برادر و یک خواهر دارد.
با تشدید وقایع و جنگ داخلی سوریه، عقاد و خانواده اش مجبور شدند در ژوئیه ۲۰۱۳ سوریه را ترک کنند، عقاد از طریق دریا به صورت غیرقانونی به یونان سفر کرد و سپس به مقدونیه، صربستان، کرواسی، اسلوونی و اتریش سفر کرد تا اینکه در ۵ دسامبر ۲۰۱۵ به آلمان رسید و بر اساس گرایش جنسی خود درخواست پناهندگی کرد.